# Volcán Isluga
El Volcán Isluga (en  Aimara isi (vestido) y llullaña (engañar): (Disfraz) es un estratovolcan en el norte de Chile. El volcán se eleva sobre los 5500m en el Altiplano chileno, en el interior del parque nacional Volcán Isluga. Desde su cumbre es posible observar el Sillajhuay y el Sajama.
El Isluga aún presenta actividad, habiendo tenido cuatro erupciones importantes en los años 1863, 1869, 1878 y 1913; siendo la de 1878 especialmente relevante debido a que un flujo de lava destruyó varios pueblos cercanos.